# Говорин, Виктор Васильевич
Виктор Васильевич Говорин (2 февраля 1930, Гадалей — 24 мая 2001, Ангарск, Иркутская область) — советский хозяйственный, государственный и политический деятель, Герой Социалистического Труда (1966). 

## Биография
Родился 2 февраля 1930 года в селе Гадалей. Член ВКП(б). 
С 1946 года на хозяйственной, общественной и политической работе. В 1946—1994 годах — работник Иркутского авиационного завода № 39, в Советской армии, слесарь, бригадир ремонтной бригады Ангарского нефтехимического комбината Иркутской области.
Указом Президиума Верховного Совета СССР от 28 мая 1966 года присвоено звание Героя Социалистического Труда с вручением ордена Ленина и золотой медали «Серп и Молот». 
Умер 24 мая 2001 года в Ангарске.